# Kevin from Work
Kevin from Work – amerykański serial telewizyjny (dramat) wyprodukowany przez 40 or 50 Years, Inc., Wonderland Sound and Vision, Kapital Entertainment  oraz ABC Family Original Productions. Twórcą serialu jest Barbara Adler. Kevin from Work był emitowany od 12 sierpnia 2015 roku do 7 października 2015 roku przez ABC Family

4 marca 2016 roku, stacja Freeform ogłosiła zakończenie produkcji serialu po jednym sezonie

## Fabuła
Serial skupia się na Kevinie, który wyznaje miłość swojej koleżance, Audrey tuż przed wyjazdem do pracy za granicą. 
Wszystko zmienia się kiedy okazuje się, że oferta pracy zostaje odwołana. Teraz Kevin musi pracować z Audrey, która zna jego uczucia.

## Obsada

### Główna
- Noah Reid jako Kevin Reese Daly
- Paige Spara jako Audrey Piatigorsky
- Jordan Hinson jako Roxie Daly[3]
- Matt Murray jako Brian[4]
- Punam Patel jako Patti

### Drugoplanowe role
- Jason Rogel jako Ricky
- Amy Sedaris jako Julia[3]
- Nik Dodani jako Paul Garfunkel and
- Bryan Coffee jako Simon,
- Matthew Florida jako Brock
- Neal Dandade jako dr Dev

## Odcinki
| Sezon | Sezon | Odcinki | Oryginalna emisja | Oryginalna emisja   | Oryginalna emisja | Oryginalna emisja | Oryginalna emisja |
| Sezon | Sezon | Odcinki | Premiera sezonu   | Finał sezonu        | Premiera sezonu   | Finał sezonu      |                   |
| ----- | ----- | ------- | ----------------- | ------------------- | ----------------- | ----------------- | ----------------- |
|       | 1     | 10      | 12 sierpnia 2015  | 7 października 2015 | brak danych       | brak danych       |                   |

### Sezon 1 (2015)
| Nr | #  | Tytuł                       | Reżyseria            | Scenariusz                       | Premiera            | Premiera     |
| -- | -- | --------------------------- | -------------------- | -------------------------------- | ------------------- | ------------ |
| 1  | 1  | Pilot                       | McG                  | Barbara Adler                    | 12 sierpnia 2015    | nieemitowany |
| 2  | 2  | Gossip from Work            | McG                  | Barbara Adler                    | 12 sierpnia 2015    | nieemitowany |
| 3  | 3  | Who's Your Friend from Work | Victor Nelli, Jr.    | Adam Stein                       | 19 sierpnia 2015    | nieemitowany |
| 4  | 4  | All About Work from Work    | John Fortenberry     | Jessica Conrad                   | 26 sierpnia 2015    | nieemitowany |
| 5  | 5  | Roommates from Work         | Fred Goss            | Barbara Wallace, Thomas R. Wolfe | 2 września 2015     | nieemitowany |
| 6  | 6  | Birthday from Work          | Michael Patrick Jann | Christine Zander                 | 9 września 2015     | nieemitowany |
| 7  | 7  | Secrets from Work           | Linda Mendoza        | J. Michael Feldman, Debbie Jhoon | 16 września 2015    | nieemitowany |
| 8  | 8  | Aftershock from Work        | Linda Mendoza        | Barbara Wallace, Thomas R. Wolfe | 30 września 2015    | nieemitowany |
| 9  | 9  | Escape from Work            | Jay Karas            | Christine Zander                 | 7 października 2015 | nieemitowany |
| 10 | 10 | Team Kevin from Work        | Jay Chandrasekhar    | Barbara Adler                    | 7 października 2015 | nieemitowany |

## Produkcja
6 stycznia 2015 roku, stacja ABC Family zamówiła pilotowy odcinek serialu

25 marca 2015 roku, stacja ABC Family podjęła decyzje o zamówienie 1 sezonu serialu